# QFT検査
QFT検査（QuantiFeron、クォンティフェロン）とは、結核菌の感染の検査方法であるインターフェロンγ遊離試験の一つ。
現在主流のQFT-3Gでは、感度は92.6%(95%信頼区間86.4%〜96.3%)，特異度98.8%(95%信頼区間86.4%〜96.3%)とされている。

## 開発
- QuantiFeron TB
- QuantiFeron TB-2G
- QuantiFeron TB-3G
- QuantiFeron TB Gold Plus- QFT-Plus

結核の検査としては他にツベルクリン検査といった免疫学的検査、喀痰培養、胃液培養といった細菌学検査、生検といった病理検査、X線写真といった画像検査が知られているが、QFT検査は平成19年に保険適用となった新しい結核の血液検査であり、採血によって速やかに結核の感染について評価できる検査である。日本のようにBCG接種を行っている国ではツベルクリン検査は陽性となることが殆どであり、ツベルクリン検査での結核感染の評価は極めて困難であった。しかし、検査対象集団において真の感染がない場合、検査結果を誤って判定する可能性が指摘されている。

## 原理
QFT-2G検査ではBCGに反応しない特異蛋白ESAT-6、CFP-10を血液に作用させる。結核菌感染者のリンパ球ではインターフェロンγが放出されるが、非感染者では放出されないことを利用して結核感染の有無を評価する。BCGの影響は受けないが、結核既感染者では陽性となる。30歳から49歳においては極めて精度の高い検査である。

## 特徴
- 小児、高齢者における精度が十分ではない。高齢者では陰性になりやすく、QFT検査にて陰性であっても結核感染、結核既感染を否定することはできない[1]。
- 日本からの報告によると、結核集団感染事例においては、QFT-3G検査とT-SPOT検査の陽性率は、それぞれ登録直後は71%・29%、3カ月後は38%・4%、2年後は27%・5%であった。QFT-3G検査の方がT-SPOT検査より検出感度は有意に高く、結核感染をより早期に検出していた[4]。
- 従来は3種類の専用採血管に直接採血したあと採血管を振盪し、16時間以内に培養を開始する必要があった。日本では2016年9月に厚生労働省より外国体外診断用医薬品製造販売承認事項一部変更の承認（一変承認）を受け、それ以降は従来の方法とともに市販の採血管1本で採血をする運用方法も可能になった。(採血した血液は冷蔵（2～8℃）保存で32時間以内の保存が可能）
- 欧米では次世代QFT（第4世代：QuantiFERON-TB Gold Plus)が発売されている。
- 日本でも第4世代QFT（QuantiFERON TB ゴールド プラス）は2018年2月5日付で厚生労働省より体外診断用医薬品製造販売の承認を取得した。